# Кадж
Кадж, каджк, или каджи (арм. Քաջք, груз. ქაჯი) — дух ветра, бурь и войны в армянской и грузинской мифологиях.

## Этимология
Наименование происходит от армянского слова k’aǰ - «храбрый», то есть название духов является эвфемизмом, выражающим могущество, приписываемое этим духам.
В справочниках по мифологии на русском языке написание чаще всего в виде кадж или каджк, хотя в армянском языке пишется Քաջք, то есть каджк — с буквой Ք в конце слова. Множественное число: на армянском Քաջք или Քաջքեր, на русском — каджи или каджки.
В армянском первое значение k’aǰ — «хороший, отборный, хорошего/лучшего качества». Датский лингвист Холгер Педерсен в 1906 г. предложил этимологию k‘aǰ в связи с арм. aǰ «правый» (также «хороший, успешный»), от индоевропейской праформы *sw-ak’syo. И.-е. *sw- в армянском регулярно переходит в k‘, но возведение слова aǰ к и.-е. *ak’syo в свете современных представлений неприемлемо. Сейчас aǰ этимологизируют из *s(е)Hdh-yo- или *seh2 dh-yo- в связи с инд. sādhati «достигнуть (цели)», sādhu- «верный, правильный, прямой, хороший», sādhyā «успешный, добившийся цели» и т. д.. Соответственно, k‘aǰ можно интерпретировать как параллельное образование с этими индийскими словами: *swo-sHdhyo- «сам / свой» + «правый/правильный, хороший». A в первых звуках формульного обращении армянского царя Трдата III к Ваагну — армянскому соответствию Индры — k‘aǰut‘iwn <…> i k‘aǰēn Vahagnē «храбрость <…> от храброго Ваагна» можно увидеть этимологическое соответствие эпитетам древнеиндийского бога Индры с начальным *swo-5 . Примечательно, что в древнеиндийской традиции известен класс божеств, прислужников Индры, с подобным названием — vasu «хорошие, добрые».

## Упоминания и описание

### Армянский фольклор
Согласно легенде, во время потопа у Ноя родились дети: мальчик и девочка. После того, как ковчег причалил к Арарату, Бог спросил Ноя, имеются ли у него ещё дети, кроме Сима, Хама и Яфета, на что Ной ответил отрицательно. Тогда два ребёнка стали невидимыми. От них и пошёл род каджей и пери.
В армянском фольклоре, слово кадж зачастую обозначают нечисть, будь то вишап, чарк и другие сверхъестественные существа. Мифы о каджах известны с языческих времён, а после христианизации они остались в виде пережитков. Каджи — хтонические существа, духи живущие в горах, объединённые в своё собственное сообщество. Образ жизни каджей и их описание во многом совпадает с европейскими эльфами или со славянскими дивами. Их можно характеризовать как существ, чей нрав отличен от человеческого. К людям отношение у каджей чаще всего нейтральное. Однако в силу своего могущества к людям они испытывают пренебрежительное отношение. Также как и фольклорные эльфы, каджи имеют привычку подменять своих детей на человеческих. Средневековые авторы, такие как Давид Анахт в своих трактатах говорили, что каджи сами по себе, создания добрые, но Бог часто их использует для свершения наказания над людьми. Каджи по своему описанию напоминают одновременно и вишапов и дэвов, они мудры также как и вишапы, и могучи подобно дэвам. Главной обителью каджов считается гора Масис (Арарат). Чёткого описания внешности каджей не существует, им также приписывается невидимость. Подобно драконам, каджи строили свои жилища высоко в горах, для большей уединённости и недоступности. Эхо в горах и оврагах приписывалось каджам. Также как и вишапы, каджи насылали ветры, бури и смерчи, называемые каджкаками, что значит ветер каджей. Черта, которая также относима и к драконам-вишапам и к каджам, это управление войной, и те и другие могли развязать войну, незримо сталкивая людей против друг друга, что также характерно и для чарков. Нередко каджи соблазняли людей в образах их близких людей, ведя их на погибель. Одним из развлечений этих мифических существ выступают издевательства над лошадьми: каджи мучат этих четвероногих, а затем, взобравшись на них, скачут ночь напролет. У древних было поверье, что, смазав смолой лошадь, можно поймать каджа. Единственный способ увидеть каджа — это ткнуть его иголкой, избавив его от состояния невидимки. Кроме того, считалось, если этот дух коснется человека, то человек обезумит. Также как и дэвы они распространены в наиболее каменистых и скалистых местах. Места присутствия духов «отмечены» населением в разных уголках Армении. Так, к примеру, известны город Каджаран, село Кадж, скала Кадж, поле Каджавар и многое другое.
Легенда об Артавазде связана и с каджами. Буйный нрав правителя приписывают тому, что он на самом деле не является прямым потомком династии, а подменышем, которым каджи заменили настоящего наследника в младенчестве. Исчезновение Артавазда также связано с каджами, которые, по преданию унесли его в пещеры Масиса и заковали. И до сих пор Артавазд является пленником на Масисе, считается, что два аралеза грызут ему цепи. Дабы не допустить освобождения одиозного владыки, кузнецы в определённый день бьют молотами по наковальне, тем самым «укрепляя» цепи, сдерживающие Артавазда. В Випасанке в разных вариантах духов называют то каджами, то вишапами. Подобные легенды, в виде народных песен, связаны с Александром Македонским и Ервандом. В них говорится что на самом деле он не умер в тридцать три года, а был похищен каджами и удерживаем ими в Риме. Ерванда же каджи задержали в мутных водах. Таким образом, видно, что в функции каджей входит сдерживание сильных мира сего от завоеваний и непомерных амбиций.
Каджам также приписывалась зловредность, а именно — те же функции, что и у других духов армянской мифологии — Чарков. Ради забавы он могут избить человека, волоча его за волосы. Воровством они тоже промышляют, но чаще всего из-за необходимости, а не ради забавы они крадут еду и припасы. Дабы предотвратить такое отношение, крестьяне часто сами жертвовали каджам небольшую часть своих припасов.
Однако в мифологии есть случаи взаимовыгодных отношений людей и каджей. С духами можно было проводить сделки, за определённую плату, они делились знаниями, либо помогали в свершении какого-либо дела, будь-то зловредное или созидательное.
Каджи испытывают слабость к хорошей музыке, они и сами являются великими музыкантами. А их музыка и танцы зачаровывают людей подобно пению сирен или пляске эльфов, что зачарованный человек может потерять ход времени. А это чревато разными последствиями. Зачарованный музыкой каджей человек может прожить в обители духов множество лет, ведь время для духов течёт по другому. А может и умереть в беспрестанной пляске, не сумев возобладать над собой. В некоторых мифах каджи сами нанимают людей для своих праздников. Так, они нанимают музыкантов, шутов, танцоров, поваров, цирюльников и многих других, причём плата за услуги всегда очень щедрая. Каджи очень щепетильно и ответственно относятся к долгу, поэтому они никогда не предают тех, кто им самим помог.
В фольклоре армян Нагорного Карабаха (Арцаха) каджи часто приравниваются к чертям и пособникам дьявола. По рассказам, каджк седлает лошадь и ездит на ней, пока хозяин спит; проникает в хлевы, гоняет до изнеможения лошадей, заплетает гривы и хвосты. Однако, каджа можно поймать, и воткнув иголку или булавку ему в бок, заставить служить. А чтобы кадж не смог сесть на коня, на ночь спину скакуна надо смазать смолой. Найти каджка по местным поверьям можно было в заброшенных строениях, таких как мельницы. Бывало что каджи служили целым семьям, сроком семь лет, как правило. Вольные каджи могут завлекать путников, принимая иной облик. К примеру мужчин каджи завлекают превратившись в красавиц.
Каджи любят красть одежду у людей, однако часто они просто заимствуют, возвращая владельцу через некоторое время. Чаще всего это делают женщины каджи. Дабы предотвратить кражу одежды, полагается втыкать в одежду иглы или булавку. Воткнувшаяся острая игла вредит каджу.
По определённой причине духи могут свести с ума человека, наслав безумие, такого человека называют каджкакох, либо каджкакал, то есть захваченный каджем.
Мифы о каджах фигурируют в эпосе «Давид Сасунский».

### Грузинский фольклор
Основным источником описания каджей в грузинском фольклоре и мифологии, является эпос «Витязь в тигровой шкуре». В грузинском варианте каджи не сильно отличаются от армянских. Им приписывалось волшебство и управление силами природы. Различались две разновидности каджей — земные и водные. Земные были наиболее опасными, жили в горах или лесах. Водные каджи жили у воды, и часто покровительствовали рыбакам, редко когда причиняли беспокойство людям. Нередко женщины-каджи, отличающиеся неземной красотой, выходили замуж за смертных, или же помогали им.

## Храм каджей
Культ каджей был широко распространён. Многие историки и летописцы говорили о почитании каджей и за пределами Армении. Историк Закавказья Джаваншир рассказывал о храме, посвящённом каджам царём Ервандом в Дзунге, недалеко от г. Ахалкалаки в регионе Джавахети/Джавахк.

## В эпосах
- В древнеармянском эпосе «Випасанк», главным героем которого является Артавазд, драконоборец, рождение и исчезновение которого связано с каджами.
- В армянском эпосе «Сасна Црер» второе поколение богатырей, начиная с Мгера, частично являются каджами, так как Санасар и Багдасар женились на царевнах страны каджей, Дехцун и Лустняк соответственно. Возможно, этим и объясняется их нечеловеческая сила, не считая того, что сами Санасар и Багдасар имеют божественное происхождение.
- Каджи присутствуют в эпической поэме «Витязь в тигровой шкуре», страна каджей там зовётся Каджети. Царицей Каджети является Дулардухт, также в эпосе присутствуют Росан и Родья — племянники царицы, а также Рошак — военачальник Каджети.